# Піскуватий острів (Дніпровський район)
Піскуватий острів - лежав у лівого берегу Дніпра нижче Норівки й острова Яціва. Залитий Дніпровським водосховищем.
Нижче острова Демеки простягся вздовж лівого берега Дніпра Піскуватий острів, показаний на «Атласі Дніпра» 1786 року; він має 250 сажень завдовжки, 50 завширшки і його завжди понімає весняна вода.